# ظهر، ادلب
ظهر (به عربی: الظهر) یک روستا در سوریه است که در ناحیه درکوش واقع شده‌است. ظهر ۶۸۷ نفر جمعیت دارد.